# Joasaf de Vidin
Joasaf de Vidin (en búlgaro: Йоасаф Бдински) fue un escritor medieval búlgaro, representante de la escuela literaria de Tarnovo, y Metropolitano de Vidin.
Probablemente fue un discípulo de Eutimio de Tarnovo, ya que en su «Panegírico en honor de Santa Filotea» se muestra muy respetuoso a Eutimio. A petición del zar Iván Sracimir fue ordenado sacerdote en 1392, en Constantinopla, y después Metropolitano de Vidin. En 1393 compuso el «Elogio del traslado de las reliquias de Santa Filotea de Tarnovo a Vidin» (en búlgaro: Похвално слово за пренасяне на мощите на света Филотея от Търново във Видин). Aquí el autor proporciona valiosa información histórica sobre la situación del pueblo búlgaro a finales del siglo xiv, la caída de Tarnovo y los primeros años del dominio otomano.